# Spea multiplicata
El sapo montícola de espuela o sapo de espuelas mexicano (Spea multiplicata) es un  anfibio anuro de la familia Scaphiopodidae. La especie es endémica para América del Norte. Se encuentra hasta 2,470 m sobre el nivel del mar. Habita los cinco estados más norteños del país, a saber, Sonora, Chihuahua, Coahuila, Nuevo León y Tamaulipas; también en Durango, Zacatecas, San Luis Potosí, Aguascalientes, Jalisco, Guanajuato, Hidalgo, Michoacán y Morelos; y en el sur hasta Oaxaca y Guerrero. Asimismo vive en varias entidades del sur de Estados Unidos. Se desarrolla en ambientes dulceacuícolas y terrestres.

## Distribución geográfica
Esta especie es endémica de América del Norte. Se encuentra hasta 2470 m sobre el nivel del mar en:
- los Estados Unidos en Utah, Colorado, Oklahoma, Arizona, Nuevo México y Texas;
- México.[3]

## Publicación original
- Cope, 1863 : On TRACHYCEPHALUS, SCAPHIOPUS and other American BATRACHIA. Proceedings of the Academy of Natural Sciences of Philadelphia, vol. 15, p. 43-54[4]